# Мартино Дзаккария
Мартино Дзаккариа (итал. Martino Zaccaria, ум. 1345) — последний сеньор Хиоса и прилетающих к нему островов в 1314—1329 гг., а также барон нескольких областей в Ахейском княжестве.
Мартино вёл успешную борьбу с турецкими пиратами в Эгейском море и в связи с этим получил титул «Король и деспот Малой Азии» от титулярного латинского императора Филиппа I Тарентского.
В дальнейшем Дзаккариа потерял сеньорию в Хиосе. В 1329 году остров подвергся нападению и захвату византийским императором Андроником III Палеологом. Мартино был заключен в Константинополь, где пробыл до 1337 года. Затем Мартино перебрался в Италию, где его назначили генуэзским послом при Святом престоле.
В 1343 году он был назначен командиром папской эскадры во время крестового похода против Айдынского эмирата, где участвовал в осаде Смирны в октябре 1344 года. Он был убит вместе с несколькими лидерами крестоносцев в устроенной турками западне 17 января 1345 года.

## Происхождение
Мартино Дзаккариа являлся представителем генуэзской династии Дзаккариа. Он был сыном Николино, а его двоюродным дядей являлся сеньор Хиоса и Фокеи Бенедетто I Дзаккариа. В 1304 году Бенедетто захватил Хиос у Византийской империи, сославшись на уязвимость острова, который был под постоянной атакой турецких пиратов. Император Андроник II Палеолог признал власть Бенедетто I под своим сюзеренитетом в течение 10 лет. Впоследствии, вассалитет возобновлялся с пятилетними интервалами. Бенедетто умер в 1307 году. Преемником островных владений Дзаккарии стал его сын Палеолого. Когда он умер бездетным в 1314 году, Хиоская сеньория с прилегающими островами перешла к Мартино и его брату Бенедетто II.

## Правление Хиоской сеньорией
Новые сеньоры Хиоса, Мартино и Бенедетто II успешно противостояли турецким пиратам, которые появились в Эгейском море в первые годы XIV века. Айдынский эмират стал главной базой для турецкого флота, особенно во время правления Умур-бея. В свою очередь династия Дзакакриа на Хиосе и рыцари-госпитальеры из Родоса стали двумя основными силами в борьбе против турецких пиратов.
В 1319 году Мартино Дзаккариа, совместно с госпитальерами вступил в битву при Хиосе против турок Айдына. Совместными силами Дзаккариа одержал сокрушительную победу над флотом Айдынского эмирата. К концу своего правления на Хиосе Мартино, как утверждают западные источники, захватил в плен или убил более 10 тысяч турок. Более того Мартино получал ежегодную дань, чтобы он не нападал на турецкие владения. Его успешные атаки заслужили высокую оценку современных латинских писателей.
Престиж Мартино ещё более вырос, когда он получил в управление несколько баронств на территории Ахейского княжества: Велигоста, Дамалы и часть Халандритцы. Это произошло после того как он взял в жёны Жаклин де ла Рош, суверенную баронессу Велигоста и Дамалы. Влияние Мартино было признано титулярным латинским императором Филиппом I Тарентским, который в 1325 году назвал его «Королем и деспотом Малой Азии». Филипп даровал ему во владение острова Хиос, Самос, Кос и Лесбос, которые составляли часть Латинской империи по договору о разделе Византии в 1204 году. Также латинский император уступил Икария, Тенедос, Ойноусес и остров Мармара. Эти дары, в прочем были символическими, поскольку за исключением первых трех островов, Мартино совместно с Бенедетто II уже контролировал, остальные были в руках византийцев или турок. Всё же, взамен Мартино, также символично, пообещал помочь Филиппу в его борьбе за восстановление Латинской империи в Константинополе.
Несмотря на связь между Мартино и титулярным латинским императором, отношения с византийским императором Андроником II оставались хорошими, и власть итальянской династии на Хиосе была продлена в 1324 году. А в 1327 году Мартино принял участие в переговорах о союзе между византийцами и Венецианской Республикой. В то же время, правление Мартино становилось все более автократичным. Около 1325 года он сверг своего брата соправителя Бенедетто II, став единоличным правителем острова. В этом же году он стал чеканить собственные монеты. В 1328 году на Византийский престол взошел император Андроник III Палеолог, и в отношениях между сеньорией Хиоса и империей настал поворотный момент.

## Завоевание Хиоса Византией
Один из влиятельных греческих дворян Хиоса, Лео Калотетос, отправился на встречу с новым императором, чтобы предложить завоевание Хиоской сеньории. Андроник III с готовностью согласился. Под предлогом несанкционированного строительства Мартино новой крепости на острове, император отправил ему письмо, в котором он приказал ему прекратить строительство и явится в Константинополь в следующем 1329 году, чтобы продлить власть Дзаккариа в Хиосе ещё на 5 лет. Мартино высокомерно отклонил эти требования и ускорил строительство. Однако его свергнутый брат Бенедетто II, вступил в переговоры с византийским императором в надежде вновь стать правителем сеньории. Он пообещал Андронику половину доли доходов с острова. После этих событий византийский император собрал флот из 105 судов, включая силы латинского герцога Наксоса, Николо I Санудо, и отплыл в Хиос осенью 1329 года.
После того, как имперский флот добрался до острова, Андроник III предложил Мартино сохранить свою власть в сеньории в обмен на установку византийского гарнизона и выплату ежегодной дани, но Мартино отказался. Он запретил греческому населению носить оружие и укрылся в своей цитадели, где он поднял свой собственный флаг. Однако греческое население острова отказалась поддержать сеньора и массово стало покидать Хиос под знамёна Византии. Видя безнадежность своего положения, Мартино был вынужден капитулировать.
Император взял в плен Мартино и отправил его в Константинополь. Жена Мартино и её родственники были лишены всего имущества на островах. Бенедетто II было предложено губернаторство островом, но тот потребовал такую же автономию, которой пользовались его преемники. Андроник отказался и Бенедетто отправился в генуэзскую колонию Галата. После этого, через несколько лет, он совершил безуспешную попытку вернуть Хиос. Вскоре Бенедетто умер.

## Крестовый поход на Айдынский эмират и гибель
Мартино был выпущен из Константинопольского плена в 1337 году при заступничестве Папы Римского и французского короля Филиппа VI. Дзаккариа отправился в Геную, где был назначен послом при Святом престоле. В сентябре 1343 года он был назначен командиром четырёх папских галер, принявших участие в крестовом походе против Айдынского эмира Умур-бей, под общим командованием титульного латинского патриарха Константинополя Генриха Асти.
В самом начале крестоносцам сопутствовал успех. Умур-бей был застигнут врасплох, и крестоносцы отбили нижний город Смирны 28 октября 1344 года. Однако остальная часть крепости надежно оставалась в турецких руках, а положение крестоносцев было неустойчивым. С помощью венецианцев они укрепили нижний город, чтобы дать отпор Умуру. Эмир бомбардировал нижний город патереллами, но крестоносцам удалось совершить вылазку и уничтожить их, фактически сняв осаду. Чтобы отпраздновать эту победу, Генрих Асти, по совету других лидеров крестоносцев, решил провести мессу в бывшем соборе города. Воспользовавшись этим, турки неожиданно напали на крестоносцев, убили Мартино Дзаккарию, Генриха Асти и других лидеров крестоносцев.

## Семья
Мартино Дзаккариа женился, вероятно, до 1325 года. Его супругой была Жаклин де ла Рош, суверенная баронесса Велигоста и Дамалы в Ахейском княжестве. От этого брака у Мартино было два сына:
- Бартоломмео Дзаккариа, ставший правителем Бодоницского маркизата[9].
- Чентурионе I Дзаккариа, унаследовавший от отца баронства Велигоста, Дамалы и Халандритцы в Ахейском княжестве. Дочь Чентурионе — Мария II Дзаккариа, впоследствии стала Ахейской княгиней. После её смерти престол Ахеи унаследовал Чентурионе II Дзаккариа[19].